# Orobanche purpurea
Orobanche purpurea là loài thực vật có hoa thuộc họ Cỏ chổi. Loài này được Jacq. mô tả khoa học đầu tiên năm 1762.

## Hình ảnh

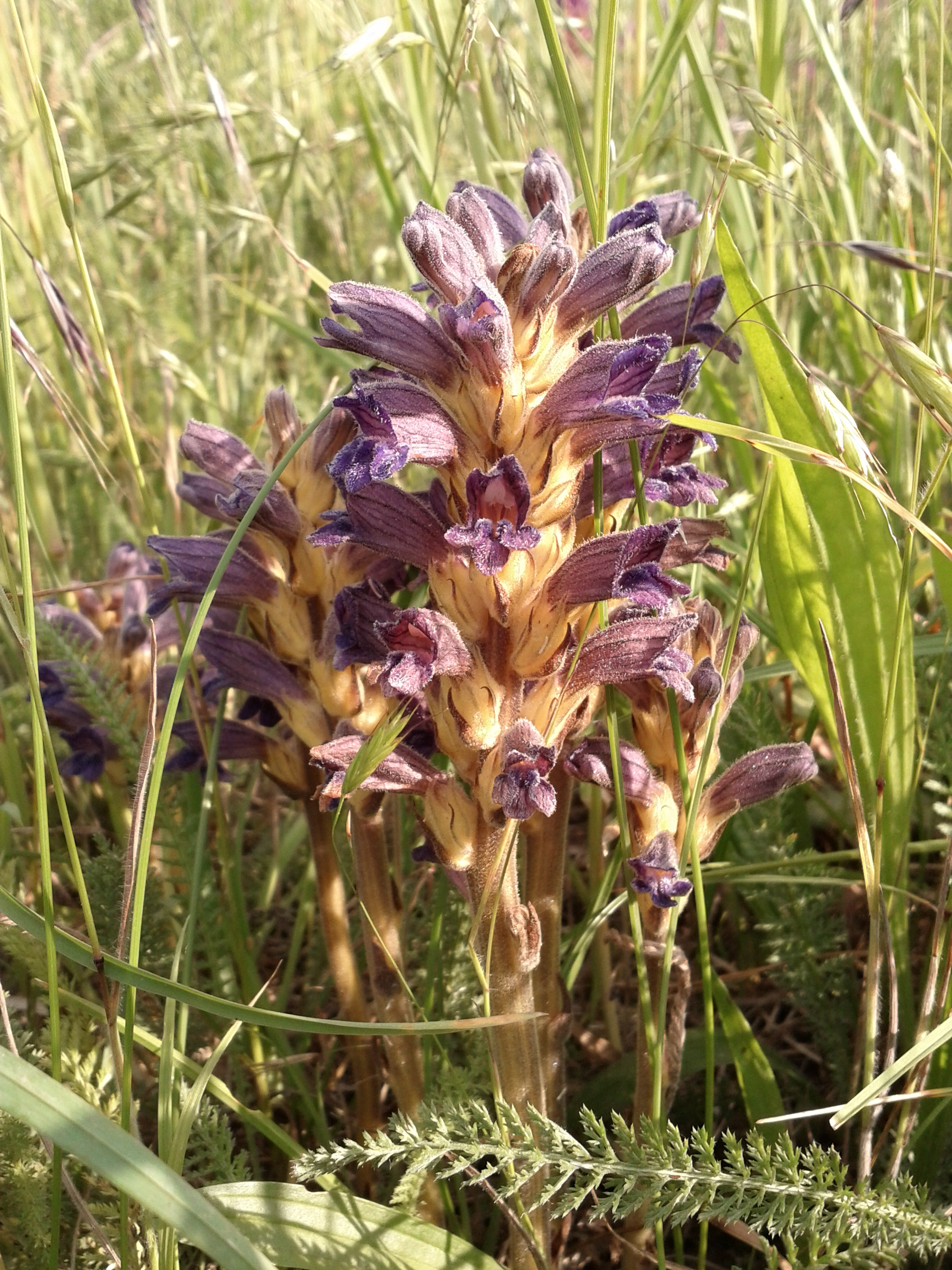
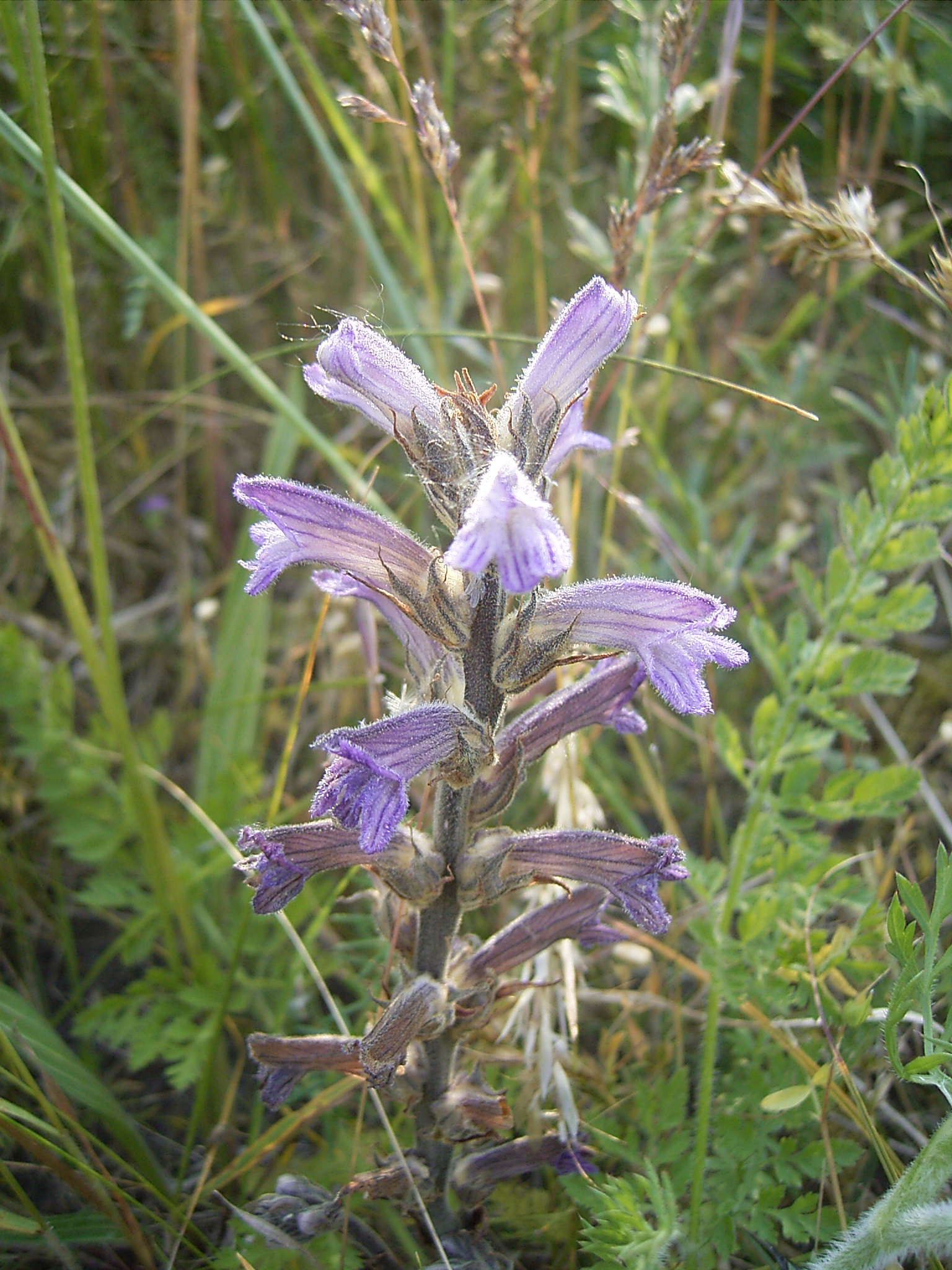
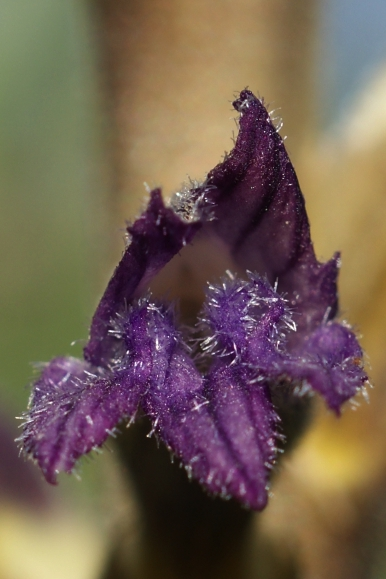
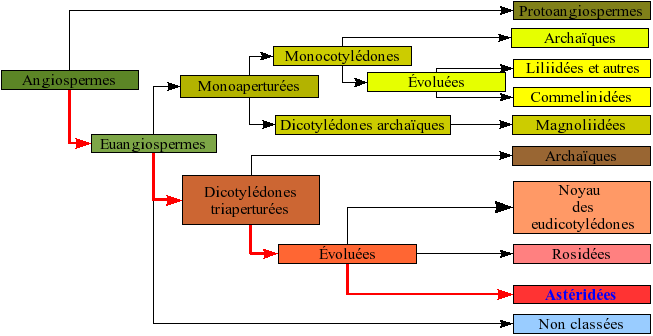